# Episodi di Lex & Presley (seconda stagione)
La seconda stagione di Lex & Presley va in onda negli Stati Uniti su Nickelodeon dal 2 ottobre 2021 fino al 30 giugno 2022. 
In Italia è stata trasmessa su Nickelodeon dal 7 marzo al 30 settembre 2022.
| n° | Codice di prod. | Titolo originale                | Titolo italiano              | Prima TV USA     | Prima TV Italia   |
| -- | --------------- | ------------------------------- | ---------------------------- | ---------------- | ----------------- |
| 1  | 201             | Model Employee                  | Modelli per caso             | 2 ottobre 2021   | 7 marzo 2022      |
| 2  | 202             | Wreck-It Rex                    | Rex il distruttore           | 9 ottobre 2021   | 8 marzo 2022      |
| 3  | 203             | The Way You Luke Tonight        | Al ballo con Luke            | 16 ottobre 2021  | 9 marzo 2022      |
| 4  | 124             | Scare Bear                      | Un Orso terrificante         | 23 ottobre 2021  | 11 novembre 2021  |
| 5  | 204             | Al-Dude-isburg                  | L'ingrediente segreto        | 30 ottobre 2021  | 10 marzo 2022     |
| 6  | 205             | Stash the Cash                  | La mucca parlante            | 6 novembre 2021  | 11 marzo 2022     |
| 7  | 206             | Lex-Jitsu                       | Lex-Jitsu                    | 13 novembre 2021 | 14 marzo 2022     |
| 8  | 207             | A Mouth Noise Christmas         | Natale con i Mouth Moise     | 20 novembre 2021 | 15 marzo 2022     |
| 9  | 212             | The Return of Uncle Nedward     | Il ritorno dello Zio Nedward | 10 marzo 2022    | 21 giugno 2022    |
| 10 | 211             | Room 4AU                        | Una stanza in affitto        | 17 marzo 2022    | 20 giugno 2022    |
| 11 | 209             | Clownderella                    | Clownerentola                | 24 marzo 2022    | 17 marzo 2022     |
| 12 | 220             | That Young Warped Danger Hustle | Quando i mondi si incontrano | 21 aprile 2022   | 30 settembre 2022 |
| 13 | 218             | Flex to the Future              | Flex to the Future           | 28 aprile 2022   | 21 settembre 2022 |
| 14 | 213             | Thumb and Thumber               | Lotta dei pollici            | 5 maggio 2022    | 22 giugno 2022    |
| 15 | 214             | Groomer Has It                  | Un lavoro... da cani!        | 12 maggio 2022   | 23 giugno 2022    |
| 16 | 208             | Sand Storm                      | Tempesta di Sabbia           | 19 maggio 2022   | 16 marzo 2022     |
| 17 | 215             | Dinner For Jerks                | Maggiordomi per una sera     | 26 maggio 2022   | 24 giugno 2022    |
| 18 | 219             | Prank You Very Much             | Chi la fa l'aspetti          | 9 giugno 2022    | 22 settembre 2022 |
| 19 | 216             | Altoonisburg Al                 | Il Giorno dell'Opossum       | 16 giugno 2022   | 19 settembre 2022 |
| 20 | 210             | We have A Bingo!                | Bingo!                       | 23 giugno 2022   | 18 marzo 2022     |
| 21 | 217             | Yesley Day                      | Il giorno del sì             | 30 giugno 2022   | 20 settembre 2022 |